# La Crosse (Virgínia)
La Crosse és una població dels Estats Units a l'estat de Virgínia. Segons el cens del 2000 tenia 618 habitants.

## Demografia
Segons el cens del 2000, La Crosse tenia 618 habitants, 263 habitatges, i 160 famílies. La densitat de població era de 205,7 habitants per km².
Dels 263 habitatges en un 27,4% hi vivien nens de menys de 18 anys, en un 35,7% hi vivien parelles casades, en un 21,7% dones solteres, i en un 38,8% no eren unitats familiars. En el 34,2% dels habitatges hi vivien persones soles el 18,3% de les quals corresponia a persones de 65 anys o més que vivien soles. El nombre mitjà de persones vivint en cada habitatge era de 2,29 i el nombre mitjà de persones que vivien en cada família era de 2,9.
Per edats la població es repartia de la següent manera: un 22,3% tenia menys de 18 anys, un 9,2% entre 18 i 24, un 27% entre 25 i 44, un 23,5% de 45 a 60 i un 18% 65 anys o més.
L'edat mediana era de 40 anys. Per cada 100 dones de 18 o més anys hi havia 80,5 homes.
La renda mediana per habitatge era de 24.643 $ i la renda mediana per família de 31.771 $. Els homes tenien una renda mediana de 23.611 $ mentre que les dones 17.813 $. La renda per capita de la població era de 13.532 $. Entorn del 9,8% de les famílies i el 16% de la població estaven per davall del llindar de pobresa.

## Poblacions més properes
El següent diagrama mostra les poblacions més properes.